# CeBIT
CeBIT (от нем. Centrum der Büro- und Informationstechnik — центр офисных и информационных технологий) — некогда крупнейшая в мире международная выставка, посвящённая информационным и телекоммуникационным технологиям; Проводилась каждую весну в Ганновере компанией Deutsche Messe AG.
Является индикатором сферы информационных технологий, владея выставочной площадкой в 450 000 м² и привлекая до 850 тыс. посетителей, превосходя Computex и более не проводимую COMDEX (1979—2003).
В 2018 году проведена смена концепции и фирменного стиля. Организаторы используют название New Cebit. Выставка перенесена летний период и была проведена с 11 по 15 июня (причем 11 июня — день конференций, выставочные павильоны открываются с 12 июня).
В ноябре 2018 было объявлено о закрытии выставки из-за низкой посещаемости и снижения интереса со стороны фирм-экспонентов.

## История
Выставка зародилась в 1947 года в рамках Ганноверской ярмарки. С 1970 года носит название Centrum der Büro- und Informationstechnik. Впервые она была создана в 1970 году с открытием площадки № 1 Ганноверской ярмарки, ставшей крупнейшим выставочным залом мира. Однако в 1980-х информационным технологиям стало уделяться такое внимание, что с 1986 года проводилась отдельная выставка, за четыре недели до Ганноверской ярмарки.
Так как CeBIT быстро росла и развивалась, было решено сконцентрироваться на профессиональном рынке, в то время как домашнему рынку было посвящено отдельное шоу — CeBIT Home, планируемое проводиться летом раз в два года. Однако после того, как выставка была проведена дважды (в 1996 и 1998 годах), проект CeBIT Home был аннулирован и забыт.
В 2015 году выставка проходила 16–20 марта, в 2016 прошла 14–18 марта.
В начале 2010-х выставка начала постепенную переориентацию с потребительского на корпоративный и государственные сегменты. Организаторы ограничили посещение выставки с детьми до 18 лет. Политика организаторов привела к падению посещаемости и доминированию крупных корпоративных павильонов (SAP, IBM).

## CeBIT в мире
С 1999 года Deutsche Messe AG организует выставки CeBIT за пределами Германии:
- CeBIT Азия в Шанхае, Китай
- CeBIT Австралия в Сиднее
- CeBIT Евразия в Стамбуле, Турция

CeBIT Америка/США состоялась в 2003 и в 2004 годах, но была отменена в 2005 году.

## Критика
Крупнейшие тайваньские компании ASUS и Gigabyte решили не принимать участие в выставке CeBIT 2013.